# Brian Attley
Brian Robert Attley (Cardiff, 23 agosto 1955) è un ex calciatore gallese, di ruolo difensore o centrocampista.

## Biografia
Suo zio Len Attley fu a sua volta un calciatore professionista, ed anche lui, così come Brian, vestì la maglia del Cardiff City.

## Carriera
Viene aggregato alla prima squadra del Cardiff City nel 1973, giocando però principalmente con le giovanili fino al termine della stagione 1974-1975, quando fa il suo esordio tra i professionisti, nella terza divisione inglese. Nella stagione 1975-1976 inizia a giocare con regolarità in prima squadra, contribuendo alla conquista di un secondo posto in classifica in campionato (con conseguente promozione in seconda divisione) ed alla vittoria della Coppa del Galles, grazie alla quale prende parte alla Coppa delle Coppe 1976-1977, nella quale gioca una partita; nella stagione 1976-1977 è inoltre finalista perdente di Coppa del Galles contro gli inglesi dello Shrewsbury Town, ed in seguito gioca 2 partite nella Coppa delle Coppe 1977-1978. nel febbraio del 1979 viene ceduto per 20000 sterline allo Swansea City, altro club di seconda divisione, con cui al termine della stagione 1980-1981 conquista una promozione in prima divisione, categoria nella quale gioca 5 partite nella stagione 1981-1982; con gli Swans vince inoltre altre 2 Coppe del Galles, nella stagione 1980-1981 e nella stagione 1981-1982, e gioca 2 partite nella Coppa delle Coppe 1981-1982. Tra il 1982 ed il 1984 gioca in seconda divisione, con il Derby County (55 presenze ed una rete) e per un breve periodo all'inizio della stagione 1982-1983 in prestito all'Oxford Utd (5 presenze). Chiude poi la carriera nel 1987 dopo aver giocato per alcune stagioni a livello semiprofessionistico.

## Palmarès

### Club

#### Competizioni nazionali
- Coppa del Galles: 3

Cardiff City: 1975-1976
Swansea City: 1980-1981, 1981-1982

#### Competizioni regionali
- Leicestershire Senior League: 1

Stapenhill: 1986-1987